# 洛涅河
洛涅河（法語：Logne，法語發音：[lɔɲ]）是法国卢瓦尔河地区大区大西洋卢瓦尔省与旺代省的河流，是布洛涅河的左支流，长33千米。